# Dây choại
Dây choại (dan pháp khoa học: Stenochlaena palustris) là một loài thực vật có mạch trong họ Blechnaceae. Loài này được (Burm. f.) Bedd. miêu tả khoa học đầu tiên năm 1876.

## Hình ảnh

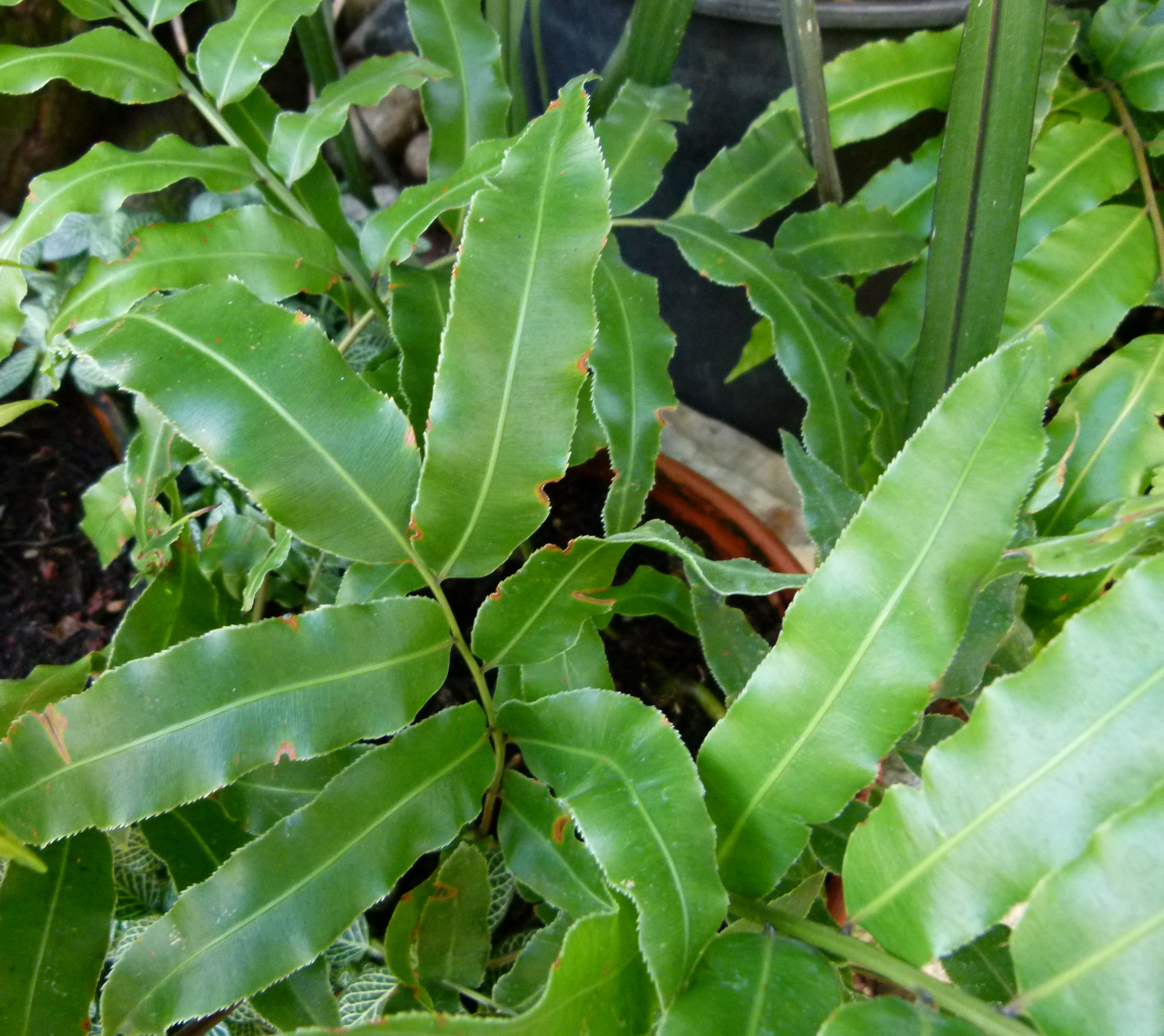
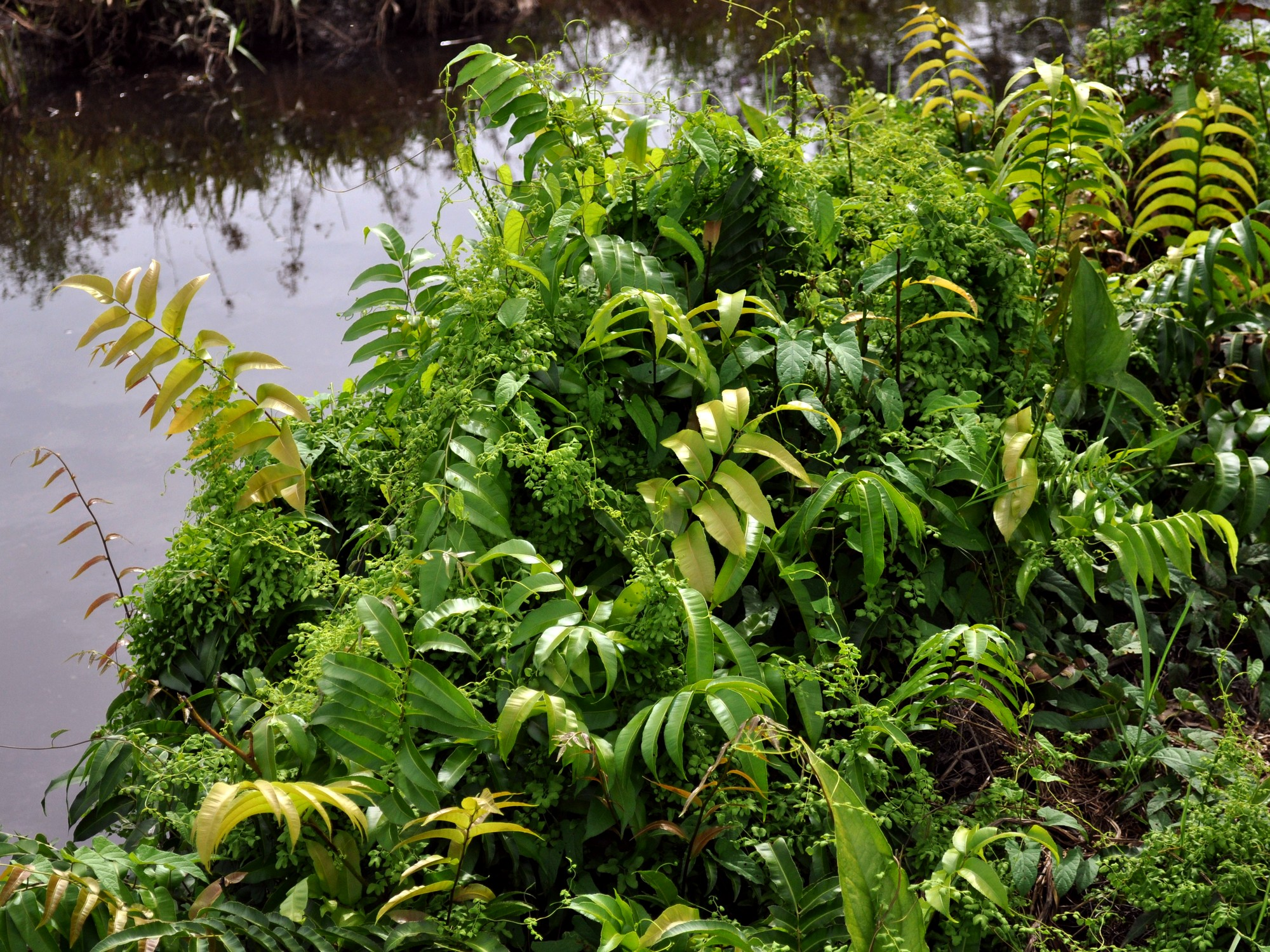
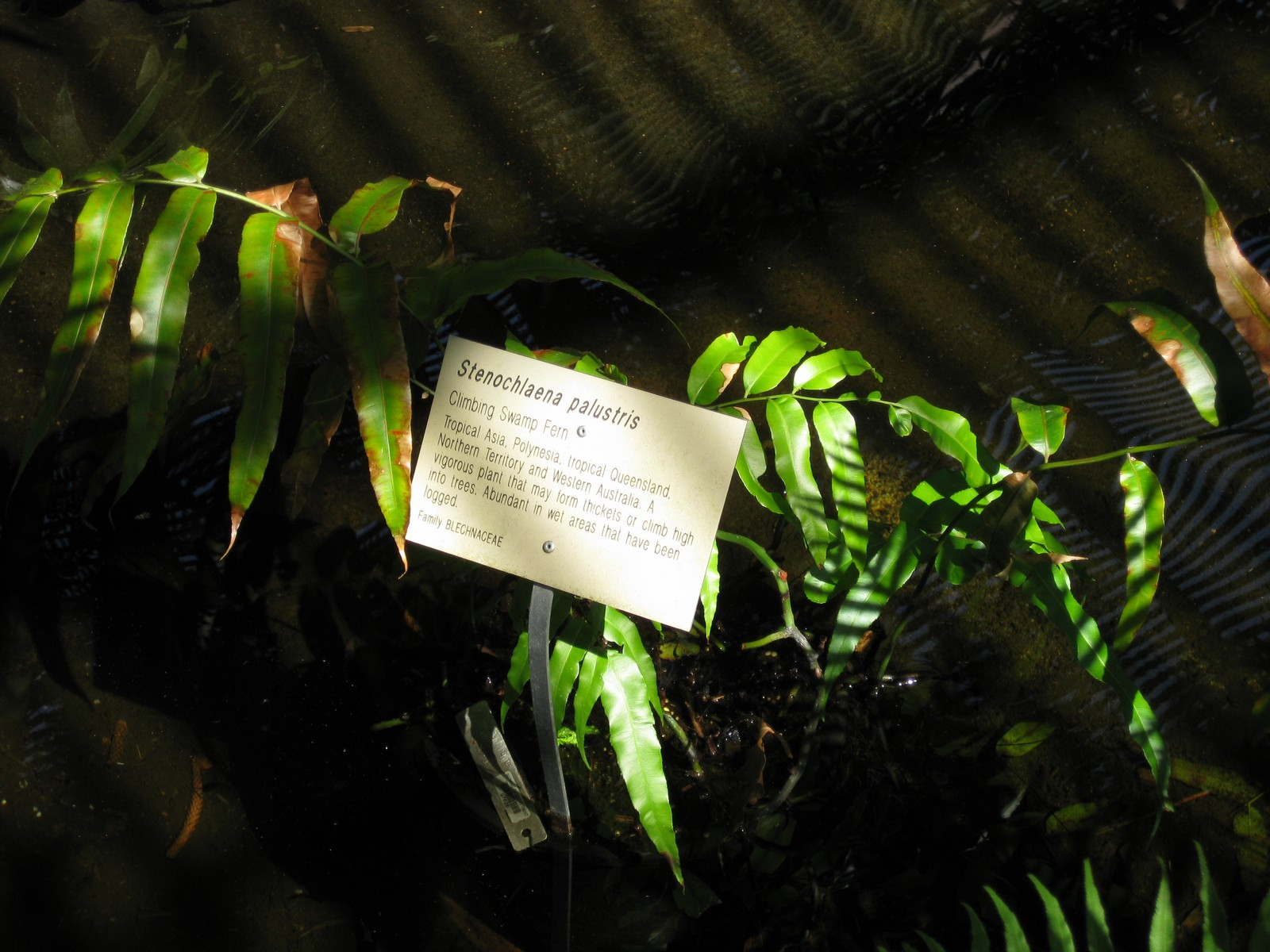
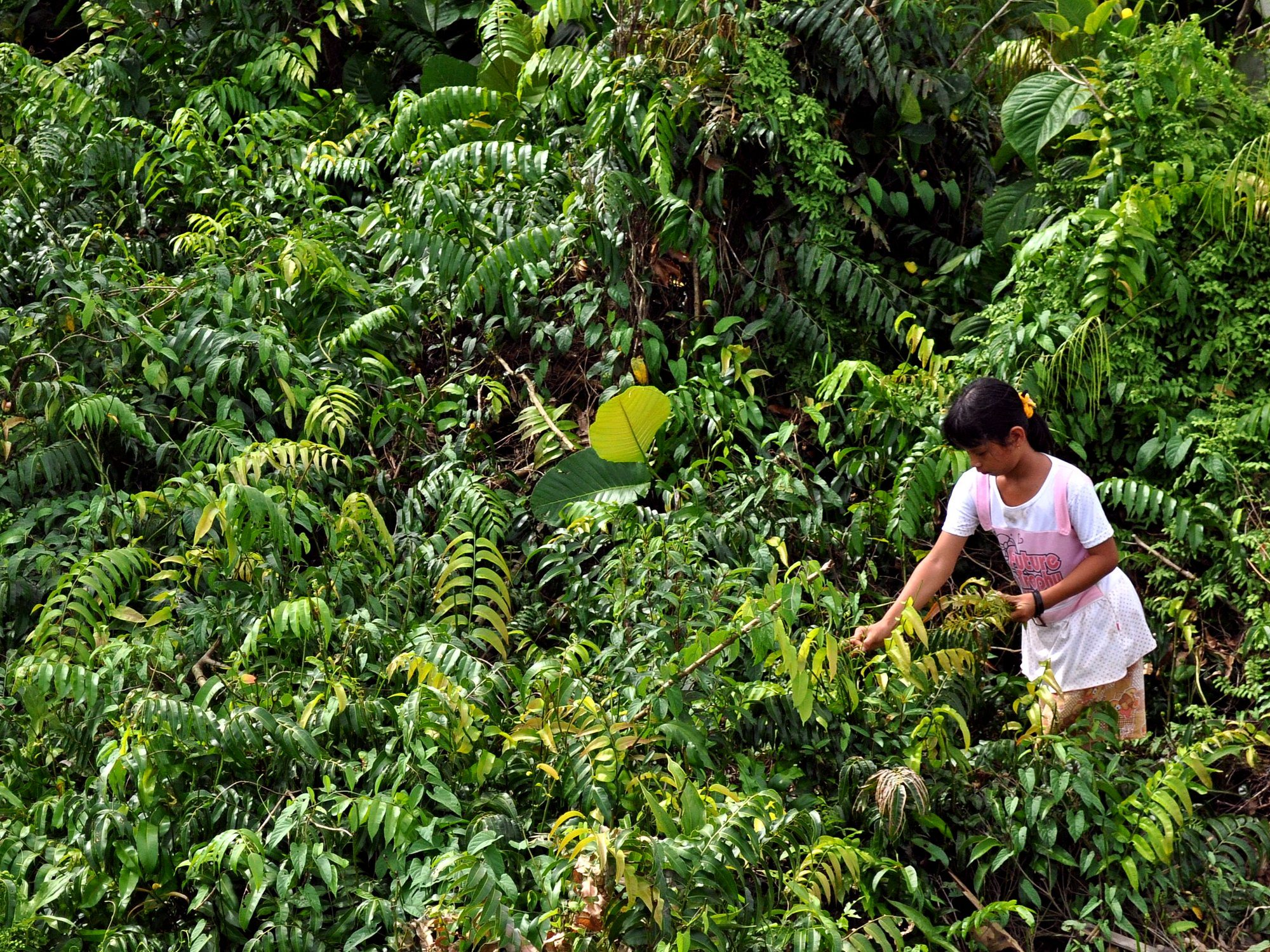